# A Kimberley ostromában elesettek emlékműve
A dél-afrikai Kimberley ostromában elesettek emlékművét (Honoured Dead Memorial) 1904. november 24-én adták át. Kimberley ostromát 1899. október 14-én kezdték meg a búr csapatok a második búr háborúban, és csak 1900. február 15-én sikerült a briteknek felszabadítaniuk.

## Története
A város 124 napos ostromában elesettek előtt tisztelgő emlékmű elkészítésére Cecil John Rhodes kérte fel Herbert Bakert. A nagyvállalkozó elküldte Bakert Görögországba, hogy a helyszínen tanulmányozza az antikvitásban emelt hasonló építményeket. Bakerre láthatóan nagy hatással volt a British Museumban álló, xanthoszi Nereida emlékmű.
Az emlékművet öt út találkozásánál állították fel. Anyaga homokkő, amelyet a mai Zimbabwe területén található Matopo-hegyekből bányásztak ki. Az emlékmű 27 katonának a sírja is. Elhelyeztek rajta egy Rudyard Kipling idézetet, amelyet az író Rhodes megrendelésére írt. Az emlékmű előtt áll a Long Cecil nevű ágyú, amelyet az ostrom idején készített George Frederick Labram, és a De Beers gyémántkitermelő cég műhelyében készült az ostrom alatt. Mellette a búrok Long Tom nevű ágyújának lövedékeit helyezték el. Az emlékművet 1904. november 28-án avatták fel. 2010-ben a löveget vandálok megrongálták.